# Bernard Addison
Pour les articles homonymes, voir Addison.
Bernard Addison est un guitariste afro-américain né à Annapolis (Maryland), le 15 avril 1905, mort à Rockville (N.Y.) le 18 décembre 1990.
Il étudie le violon et la mandoline, mais devient banjoïste professionnel, vers 1920 à Washington, avec Claude Hopkins. À Philadelphie puis à New York, il travaille dans différents orchestres en particulier avec Art Tatum et Adelaïde Hall) et comme leader.
En 1928, il abandonne le banjo pour la guitare. Il joue avec Louis Armstrong, Fats Waller, Fletcher Henderson, Adrian Rollini, les Mills Brother's, Mezz Mezzrow (1937), Stuff Smith (1939), Billie Holiday, Sidney Bechet (1940) et bien d'autres.
Devenu freelance au Canada, sa carrière se fait plus discrète ; il devient enseignant.

## Son style
Bernard Addison est un guitariste complet, au soutien rythmique efficace et très swinguant. Ses solos se développent en accords percutants et souvent de style shuffle, annonçant par certains côtés Django Reinhardt.

## Repère discographique
- Down In Honky Tonk Town (avec Louis Armstrong, 1940)

Il enregistre un seul disque sous son nom : « Pete's last date » (1961).